# Läderanemon
Läderanemonen (Heteractis crispa) är en saltvattenlevande art i ordningen havsanemoner.

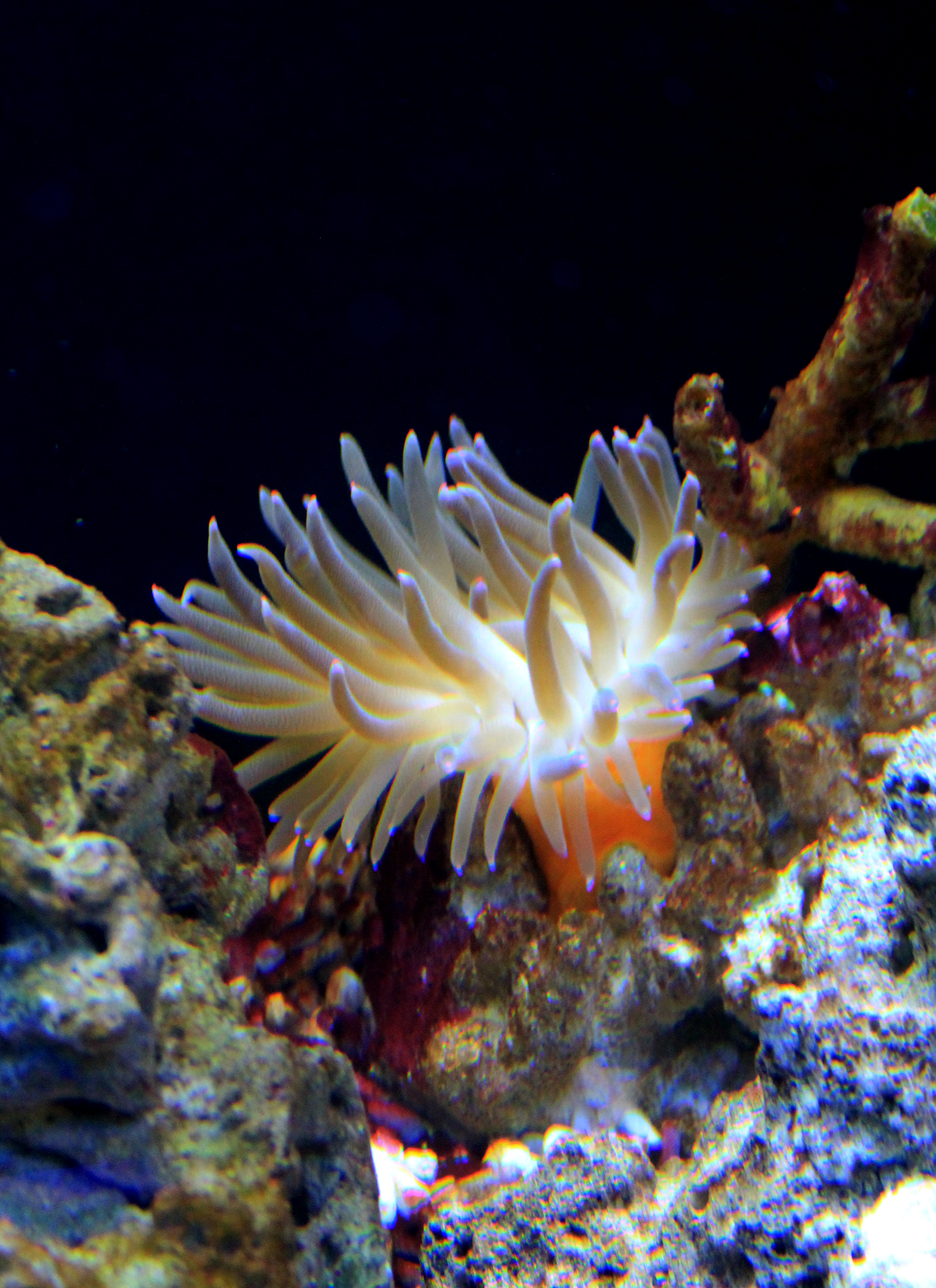
In Prague sea aquarium